# Samuel (Tekeste Berhan)
Samuel (imię świeckie Welde Samuel Tekeste Berhan, ur. 1962 w regionie Tigraj) – duchowny Etiopskiego Kościoła Ortodoksyjnego, od 2005 biskup pomocniczy Patriarchatu Etiopskiego.
Sakrę otrzymał 26 sierpnia 2005.